# Kampnagel

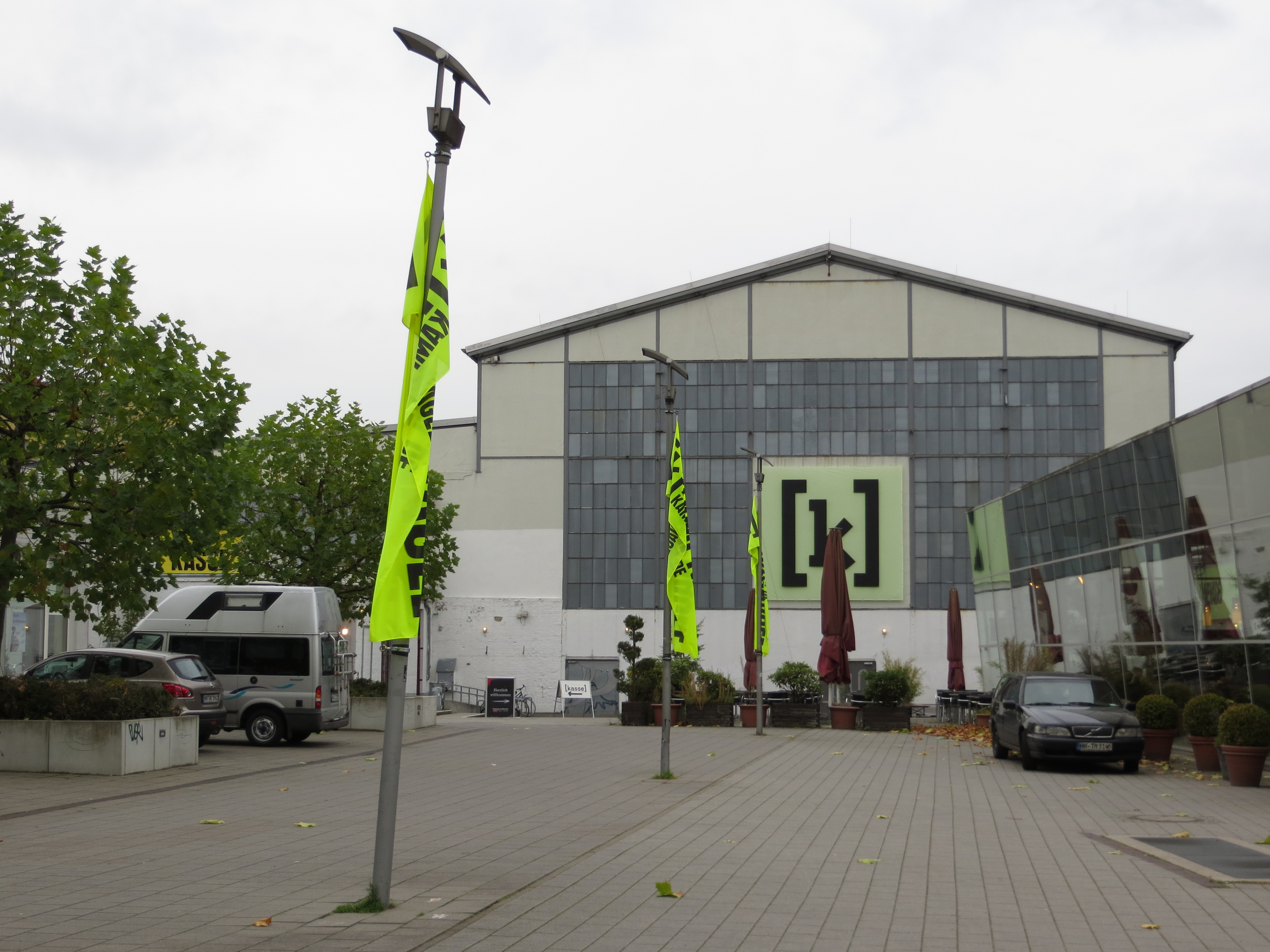
Werkhalle, Theatereingang (2012)

Hallen des Kulturzentrums auf dem Kampnagel-Gelände

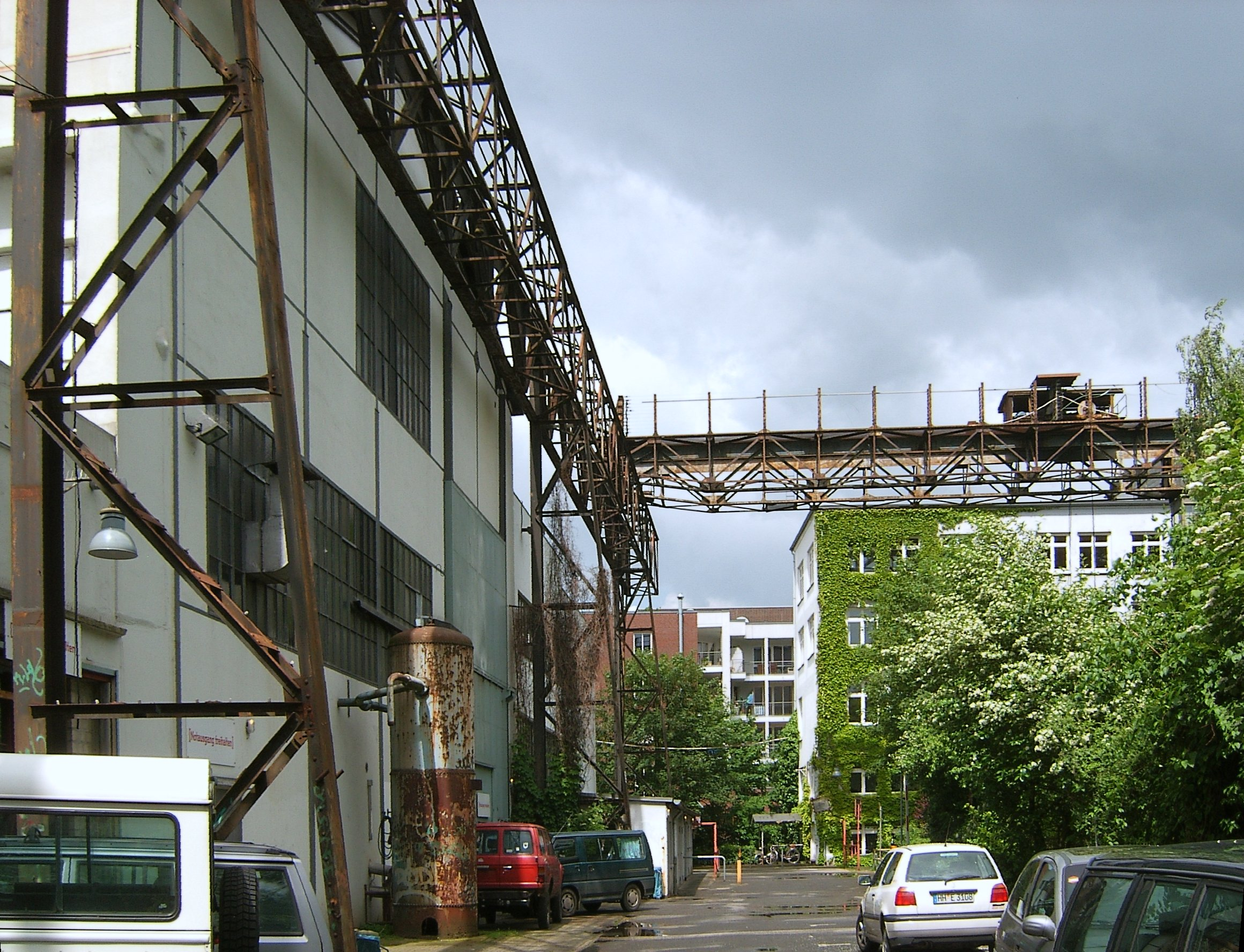
Werksgelände (2006)

Kampnagel ist eine ehemalige, 1865 gegründete Maschinenfabrik in Hamburg-Winterhude. Sie war beteiligt am Bau des ersten elektrischen Kaikrans der Welt.
Seit 1982 werden die ehemaligen Fabrikhallen und das Firmenareal als Veranstaltungsort für zeitgenössische darstellende Kunst genutzt. Seit 2007  wird die „Kulturfabrik“ von Intendantin Amelie Deuflhard geleitet. Neben internationalen Gastspielen finden hier auch die Performance-Szene und freie Gruppen wie She She Pop, Gob Squad, Showcase Beat Le Mot und andere eine Bühne. Seit 1985 gehören verschiedene Festivals zum Kampnagel-Programm, das Internationale Sommertheater-Festival (bis 2001), Frauenfestival Hammoniale (1986–1999), internationales Tanztheater-Festival (1987), Sommerfestival LAOKOON (2001–2006) und das Internationale Sommerfestival Hamburg. Letzteres findet seit 2008 jährlich statt, es wurde bis 2012 von Matthias von Hartz geleitet, 2013 hat András Siebold die künstlerische Leitung übernommen.

## Geschichte der Maschinenfabrik

### Gründung und erste Jahrzehnte
1865 wurde Nagel & Kaemp, Zivilingenieure gegründet. Die Gründer waren August Christian Nagel (1836–1912) und Reinhold Hermann Kaemp (1837–1899). Nagel galt als Erfinder, Kaemp als der gewandte Geschäftsmann. 1875 errichtete das Unternehmen eine eigene Maschinenfabrik in Winterhude am schiffbaren Unterlauf der Osterbek. Anfang 1889 wurde das Unternehmen in eine Aktiengesellschaft umgewandelt und firmierte unter dem Namen Eisenwerk (vorm. Nagel & Kaemp) AG. Gründer der Gesellschaft waren die Ingenieure August Christian Nagel, Reinhold Hermann Kaemp, Adolf Wilhelm Franz Georg Linnenbrügge, George Rudolph Otto Westendarp und der Kaufmann Claas Wessel Brons (1845–1918), die bis auf Linnenbrügge auch den Aufsichtsrat bekleideten.
Nachdem zuerst Reismühlen hergestellt wurden, machte sich das Unternehmen ab 1890 in erster Linie einen Namen als Hersteller von Schiffs- und Hafenkranen. In Konkurrenz zu den bis dahin üblichen ortsfesten Kranen baute die Firma fahrbahre Hebefahrzeuge.
Nagel & Kaemp ist das Vorbild für die Maschinenfabrik N.&K. in Willi Bredels gleichnamigen Erstlingsroman (dort auch: Negel & Kopp), der 1930 erschien. Bredel, der in den 1920er Jahren bei Nagel & Kaemp als Dreher arbeitete, erzählte aus Sicht des kommunistisch organisierten Arbeiters von den Arbeitskämpfen zwischen den Fabrikanten und den Arbeitern sowie von den Konflikten zwischen Sozialdemokraten und Kommunisten.

### Zeit des Nationalsozialismus

Aktie 100 RM der Kampnagel AG gezeichnet durch Aufsichtrat Hermann Carl Vering und den Vorständen Max Mörck, Heinrich Lange und Hans Wetcke im Dezember 1941

1934 wurde der Firmenname von Eisenwerk AG (vormals Nagel & Kaemp), Hamburg in Kampnagel AG (vormals Nagel & Kaemp), Hamburg gewandelt. 1939 wurde Kampnagel zum Rüstungsbetrieb umgestellt, mit dem Schwerpunkt „Granaten, Zünder, Kartuschen usw.“ Erst nach dem Zweiten Weltkrieg wurde die ursprüngliche Tätigkeit, Ladetechnik für Schiffe, wieder aufgenommen. Laut der Stiftung „Erinnerung, Verantwortung und Zukunft“ wurden mehr als 1.000 Zwangsarbeiter eingesetzt, die in sechs eigenen Lagern unterbracht waren. Den Aufsichtsratsvorsitz bildeten der Industrielle, Politiker der DVP und Hamburger Senator a. D. Hermann Carl Vering und sein Stellvertreter der Nationalsozialist und von 1937 bis 1945 Präses der Handelskammer Hamburg, Joachim de la Camp (Stand Mai 1943). Der Maschinenfabrik gehörte der Unternehmer Max Mörck bis 1934 als Vorsitzender des Aufsichtsrates den Unternehmen an; er war von 1934 bis 1937 Vorstandsvorsitzender der Kampnagel AG und ab 1958 wieder deren Aufsichtsratsvorsitzender.

### Ab 1945
Nach Ende des Zweiten Weltkriegs wurde die Herstellung der ursprünglichen Produkte, Ladetechnik für Schiffe, wieder aufgenommen. Das Unternehmen war international erfolgreich: Krane mit dem Schriftzug Kampnagel an der Rückseite finden sich noch heute in vielen Häfen der Welt. Mit dem Aufkommen der Containerschifffahrt im internationalen Warenverkehr sank in den 1960er Jahren die Nachfrage für die von Kampnagel hergestellten Stückgutkrane drastisch.
1968 wurde das Unternehmen an die später in Mannesmann aufgegangene Demag AG veräußert. Danach wurden bis 1981 Gabelstapler produziert. Zur Demag gehörten schon zwei Kranbaufirmen, und die eine hatte ein ganz ähnliches Produktionsprogramm wie Kampnagel. Was zuerst wie eine Abrundung aussah, konnte später den Eindruck einer Ausschaltungstaktik wecken. Die Demag gab bei McKinsey eine Marktanalyse in Auftrag. Sie ergab, dass bald in einer Reihe weiterer Länder, deren Entwicklung rasche Fortschritte machte, Kräne gebaut würden. Die Absatzchancen für deutsche Kräne würden daher sinken, und die Demag täte besser daran, eine der beiden Fabriken zu schließen. Das Demag-Management folgte dem Rat und verkündete 1981 das Ende für Kampnagel.

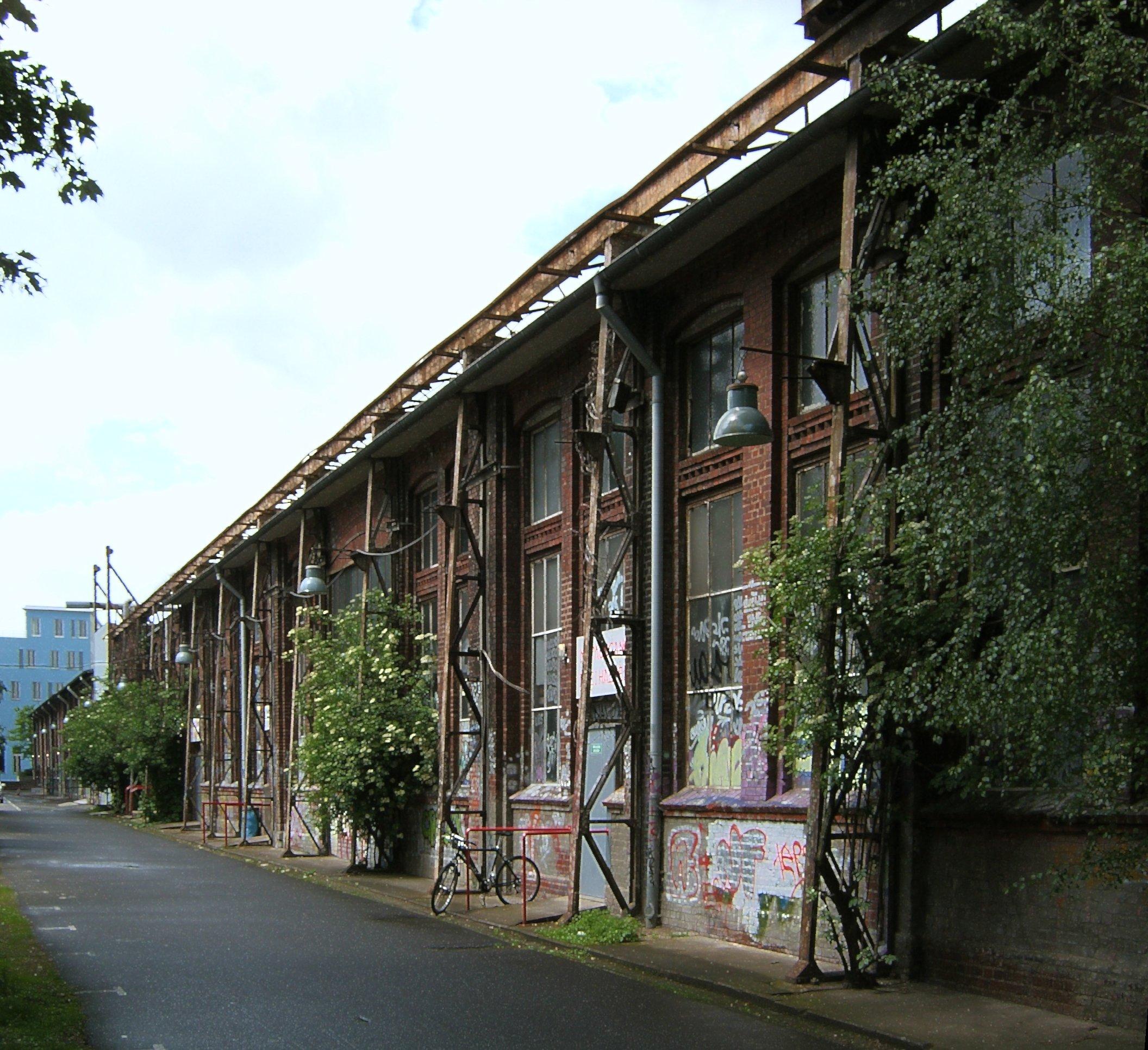
Werkhalle
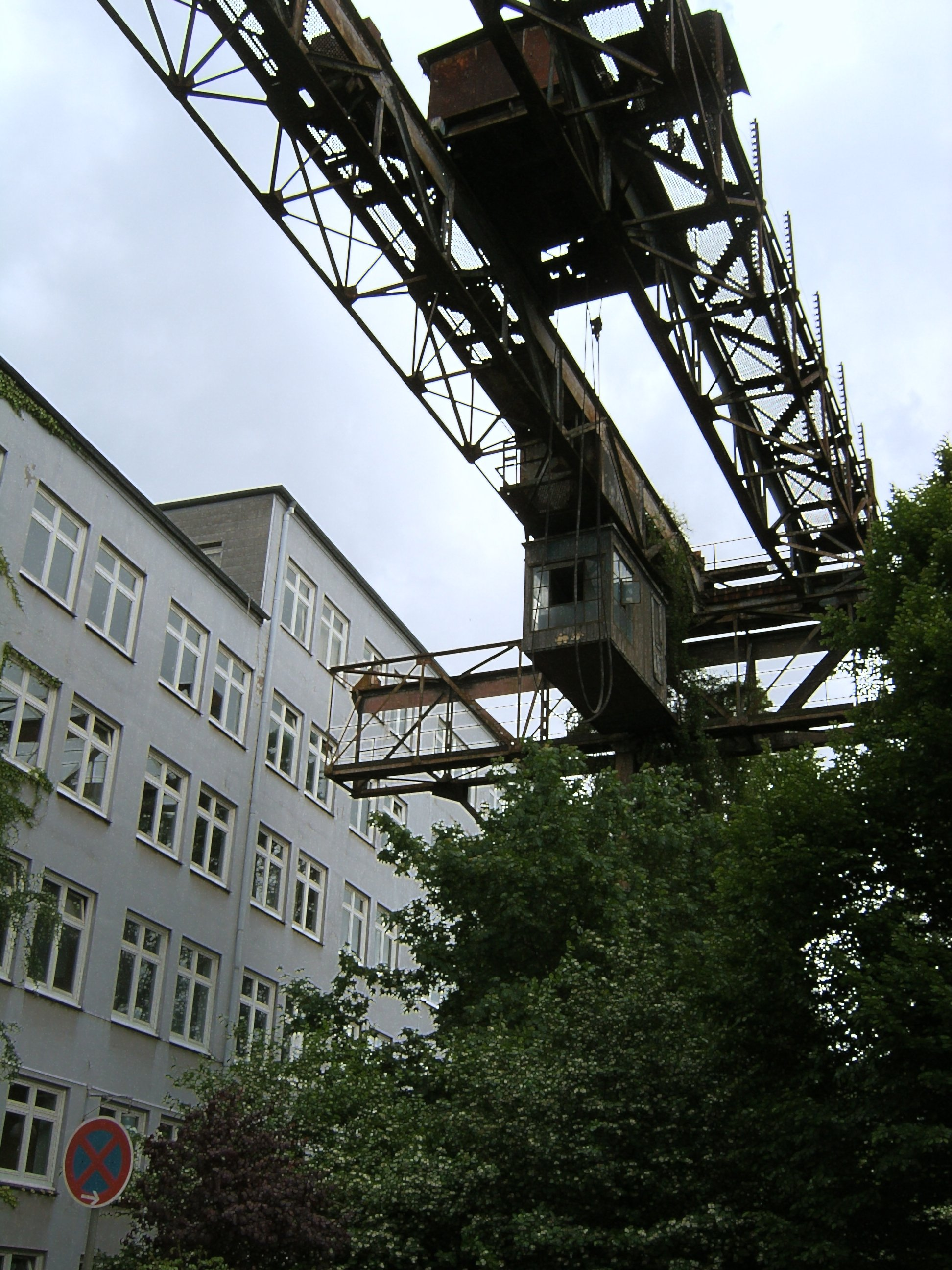
Verwaltung und Portalkran
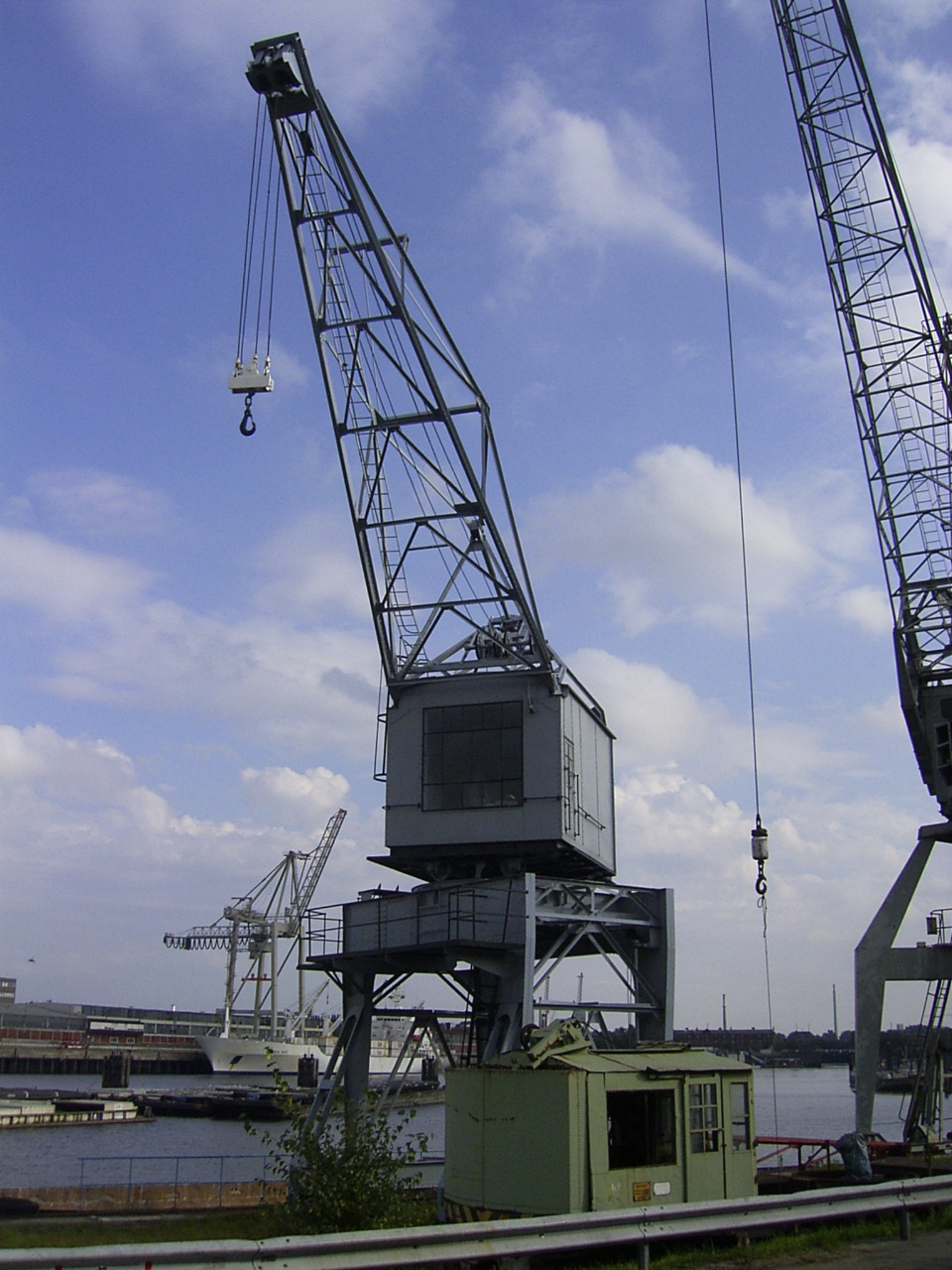
Restaurierter Kampnagel-Kran am Bremer Kai in Hamburg-Kleiner Grasbrook (Außenstelle Museum der Arbeit)
Kräne von Kampnagel am Steubenhöft in Cuxhaven
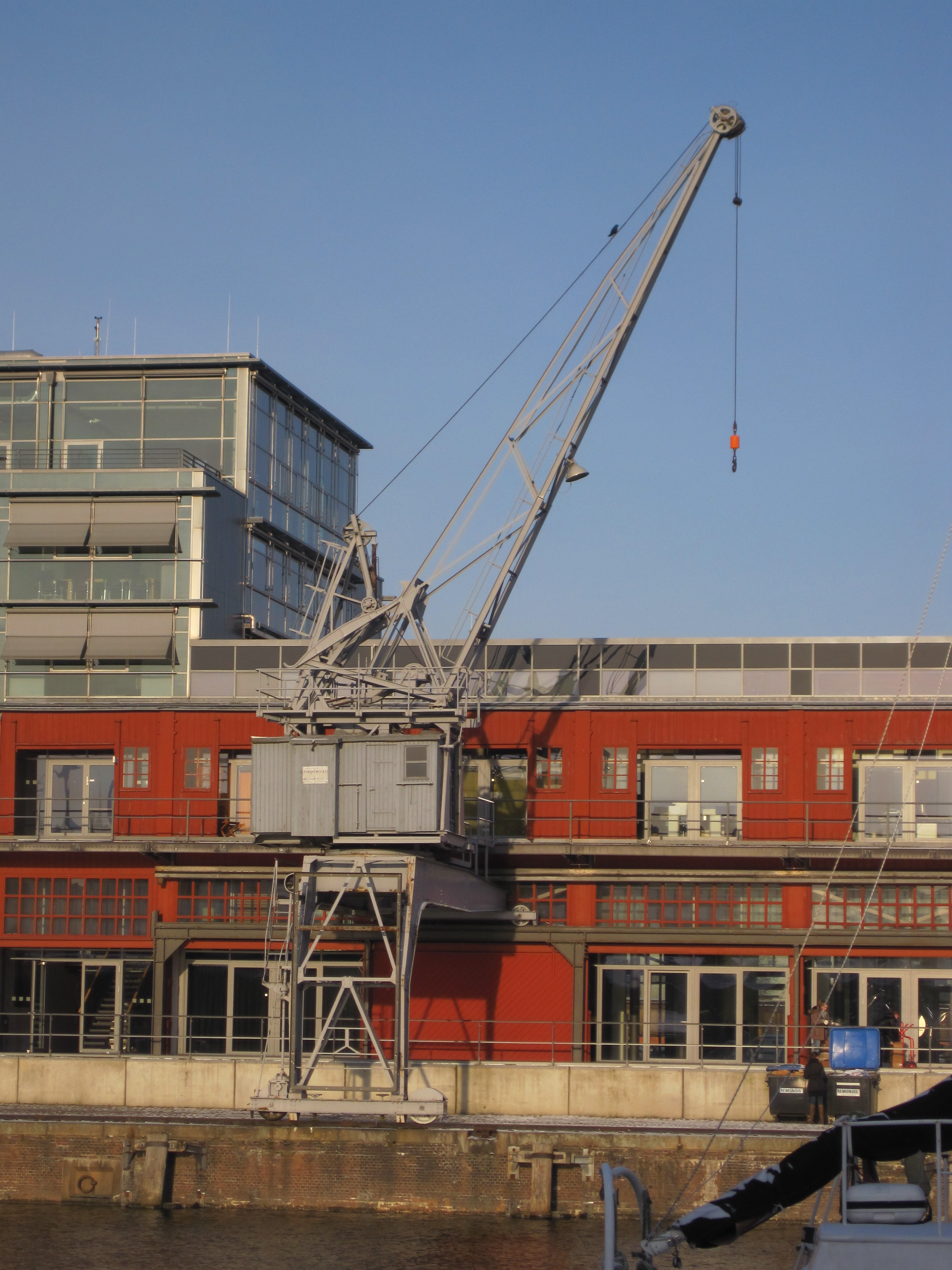
Halbportalkran der Fa. Kampnagel von 1917 (denkmalgeschützt), Lübeck, Nördliche Wallhalbinsel, Behnkai
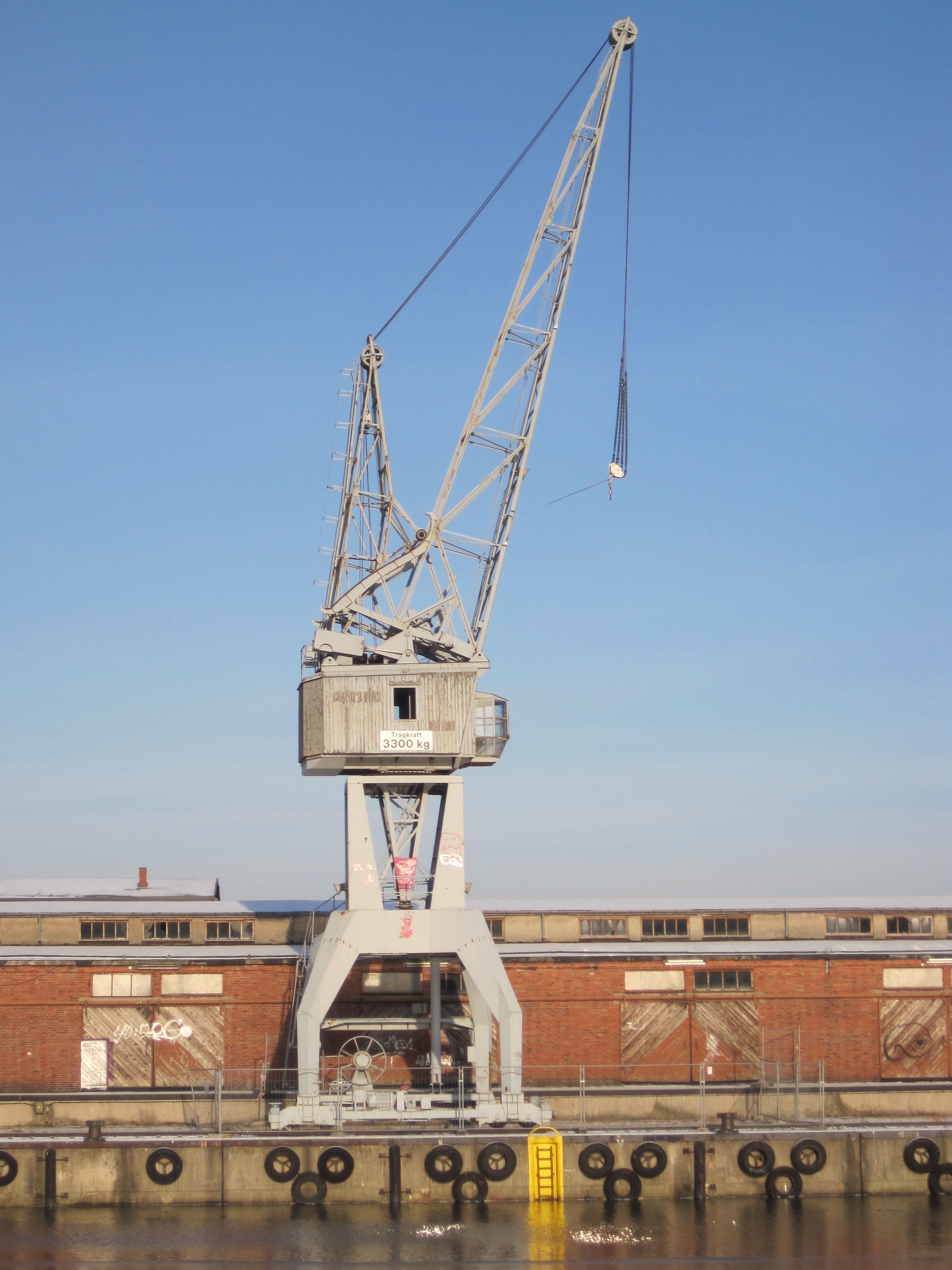
Portalkran der Fa. Kampnagel von 1953, Lübeck, Nördliche Wallhalbinsel, Behnkai
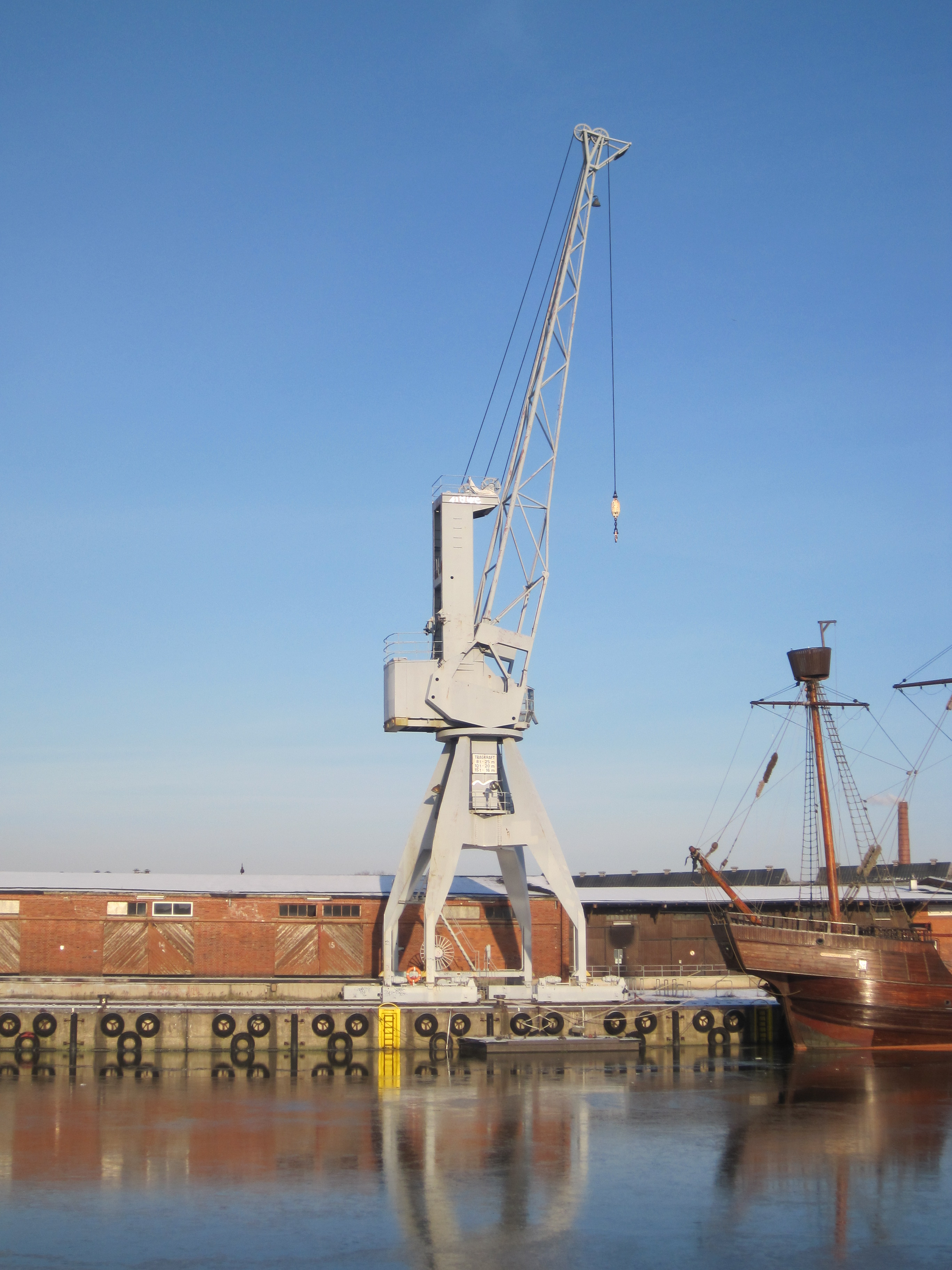
Portalkran der Fa. Kampnagel von 1967, Lübeck, Nördliche Wallhalbinsel, Behnkai
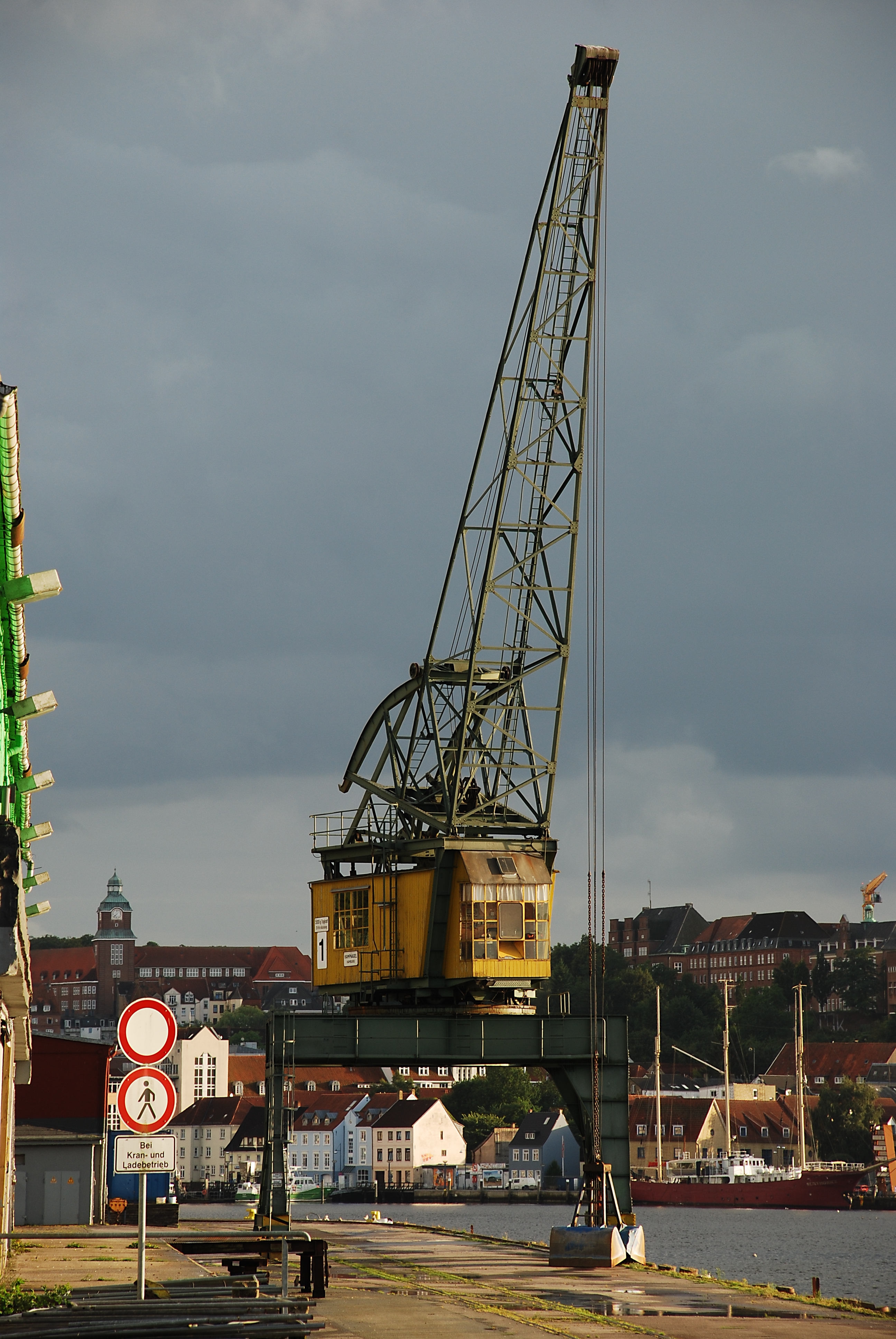
Kampnagel-Vollportalkran der 50er Jahre (denkmalgeschützt) am Harniskai in Flensburg
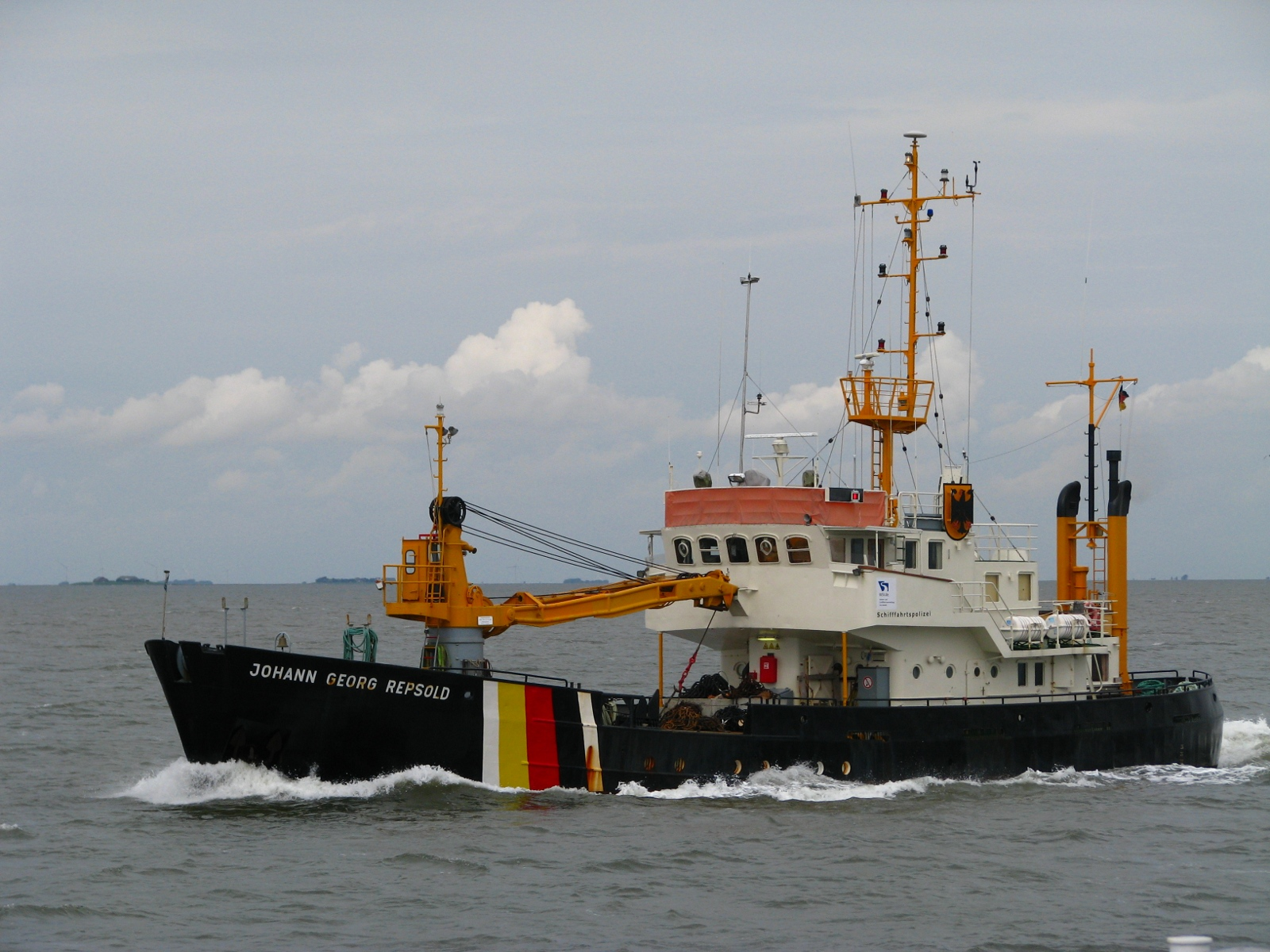
Kampnagel-Schiffskran auf dem Tonnenleger Johann Georg Repsold

## Kulturzentrum

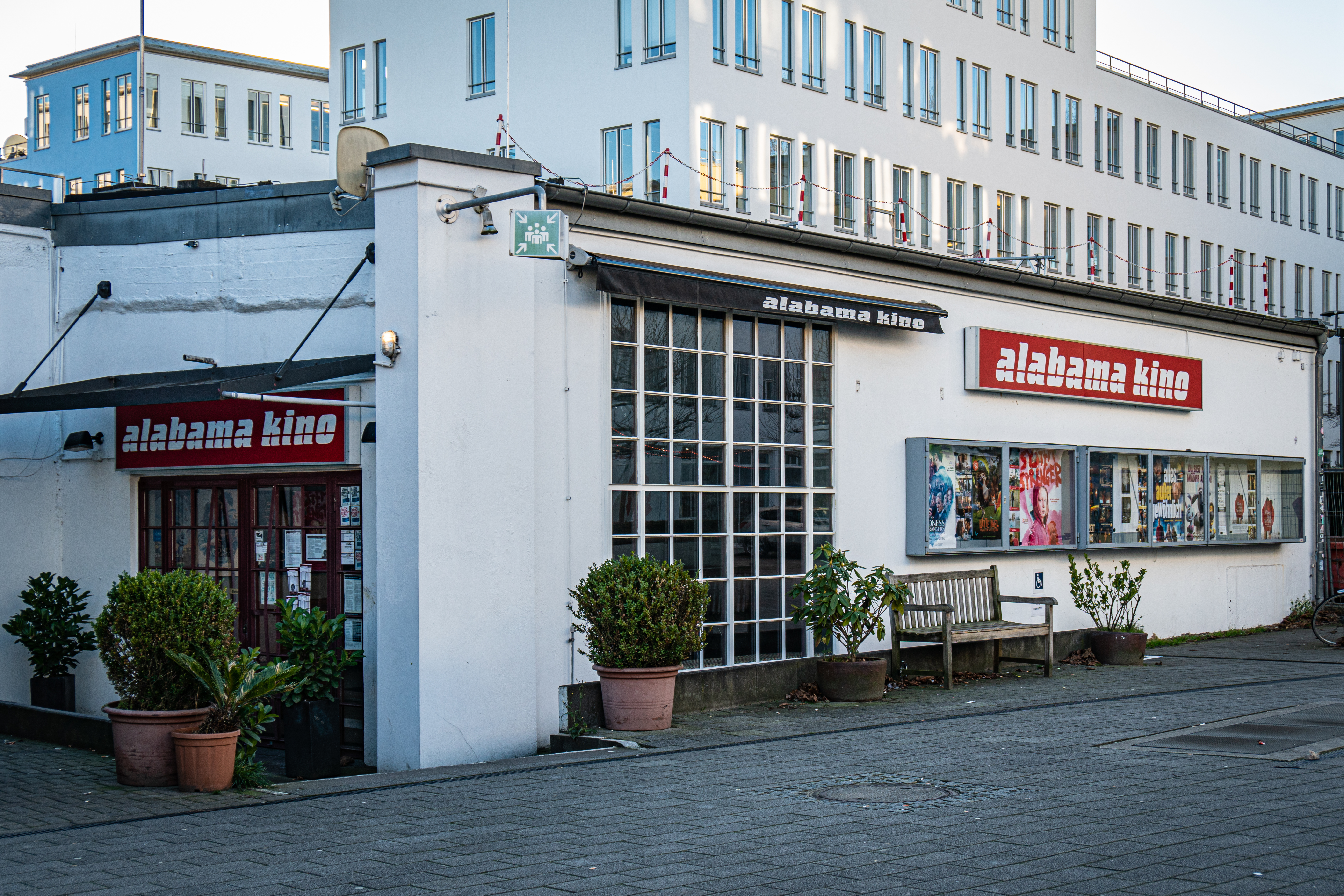
Alabama Kino auf Kampnagel

Nach der Schließung der Maschinenfabrik 1981 fiel das Gelände an die Stadt Hamburg. Die ursprüngliche Planung sah vor, die Hallen abzureißen und Wohngebäude zu errichten. Der Abriss wurde jedoch zunächst verschoben, da das Deutsche Schauspielhaus während der Bauarbeiten in seinem Stammhaus ein Ausweichquartier für weite Teile seines Betriebs benötigte. 1981 wurden die Hallen K1 und K2 als Theaterräume eingerichtet und im Oktober mit der Premiere von Jerōme Savarys Antikriegsstück „Weihnachten an der Front“ spektakulär eröffnet. (1983 kam dann für ein Gastspiel von Peter Brooks „Carmen“ die Halle 6 dazu.)  Vom 5. Oktober 1982 an fand auf dem Kampnagel-Gelände das fünftägige Festival Besetzungsprobe statt, organisiert von freien Hamburger Theatergruppen. Vom 1. Mai bis 30. September 1982 wurde die Ausstellung „Arbeiterkultur in Hamburg um 1930 – Vorwärts- und nicht vergessen“ gezeigt.
Nachdem das Schauspielhaus im Sommer 1984 in sein Stammhaus zurückgekehrt war, ging die Stadt mit ihrer Kultursenatorin Helga Schuchardt auf die Forderung der freien Theatergruppen ein, ihnen Kampnagel weiterhin als Spielstätte zur Verfügung zu stellen. Der geplante Abriss blieb jedoch weiterhin nur ausgesetzt, und der Beschluss galt nur für sechs der Hallen und „solange [die Vorstellungen] vom Publikum angenommen werden“. Ab 1985 fand ein regelmäßiger Theaterbetrieb unter der künstlerischen Leitung von Hannah Hurtzig und Mücke Quinckhardt als Intendantinnen statt, die von der Kulturbehörde eingesetzt waren. Dieter Jaenicke veranstaltete ab 1986 das Internationale Sommertheater-Festival. Das letzte Sommertheater-Festival fand im Jahr 2020 statt.
1990 wurde ein Trägerverein gegründet, der 1993 in die Kampnagel Internationale Kulturfabrik GmbH umgewandelt wurde. Obwohl Kampnagel nun weitestgehend selbständig wurde, behielt die Kulturbehörde der Stadt Hamburg, die von Anbeginn Trägerin des Kulturbetriebs war, weiterhin eine Kontrolle über die Aktivitäten, indem die Kultursenatorin zur Aufsichtsratsvorsitzenden ernannt wurde. 1997 verkaufte die Stadt einen Teil des Grundstücks und ließ die darauf befindlichen Gebäude abreißen. Die Zusage, sechs Hallen der Kunst zur Verfügung zu stellen, wurde jedoch eingehalten. Bis 1998 wurden an diesen sechs Hallen umfangreiche Renovierungsmaßnahmen durchgeführt. Seit dem 21. Oktober 1993 befindet sich in der ehemaligen Werkhalle Helga das Programmkino Alabama.
Im Jahr 2007 wurde der Mietvertrag mit der städtischen Sprinkenhof AG bis 2030 verlängert. Im Jahr 2014 fand dort die Tanzplattform Deutschland statt. Kampnagel gehört zum Bündnis internationaler Produktionshäuser.

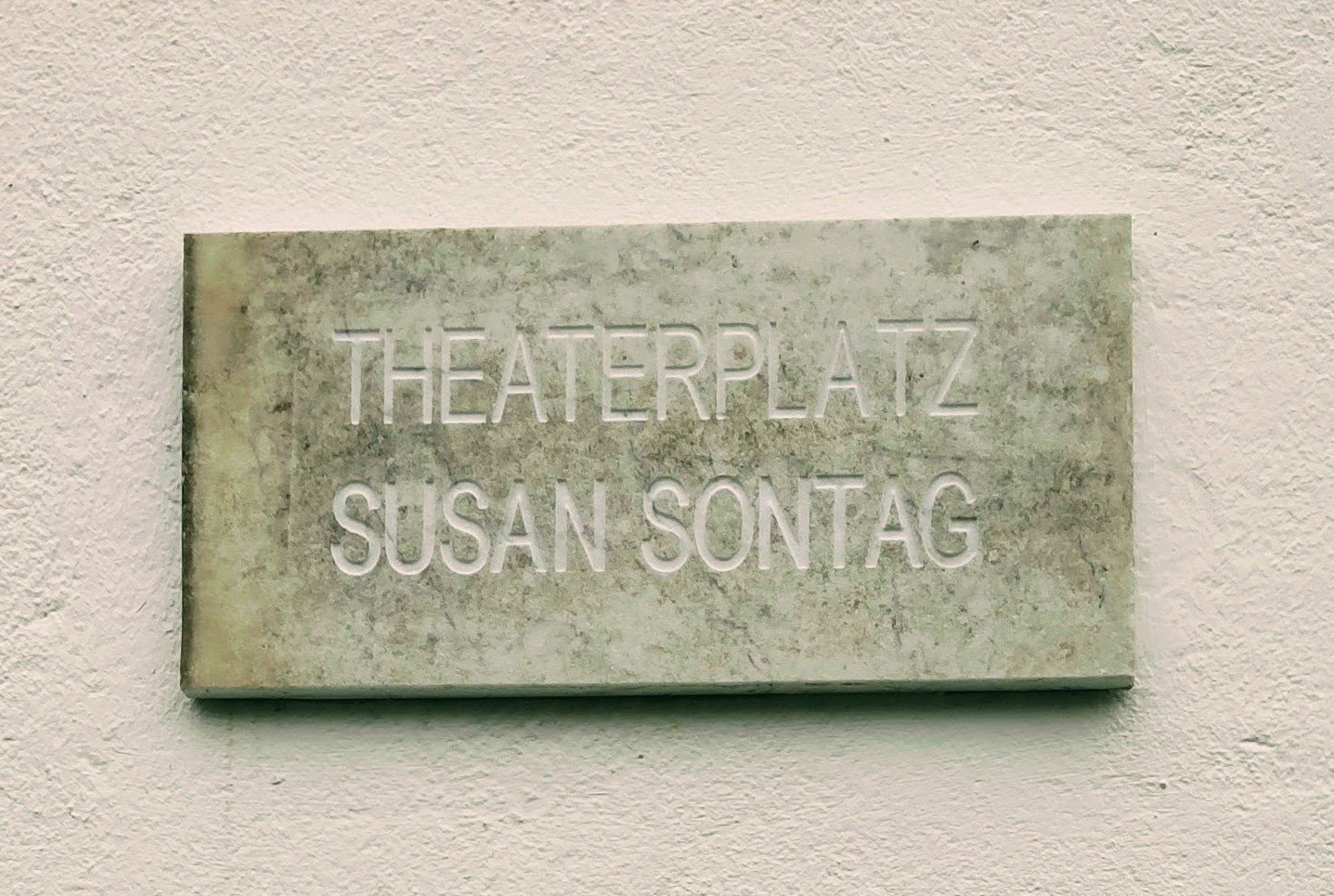
Theaterplatz Susan Sontag (Kampnagel Hamburg, 2021)

Nach europaweiter Ausschreibung erhielt im Frühjahr 2022 das französische Architekten-Duo Anne Lacaton & Jean-Philippe Vassal den Zuschlag für eine Sanierung und Erweiterung der Kulturfabrik, die ab 2025 in mehreren Bauabschnitten bei weiterlaufendem Spielbetrieb erfolgen soll. Die veranschlagten Kosten in Höhe von 120 Millionen Euro teilen sich die Bundesrepublik und die Stadt Hamburg.
Im Zuge eines Antisemitismus-Skandals wurde die Institution Kampnagel kritisiert und die Intendantin Amelie Deuflhard als „Intendantin ohne Eigenschaften und Standpunkt“ bezeichnet. Es wurde diskutiert, ob Kampnagel mit seinen Programmentscheidungen verschiedene marginalisierte Gruppen gegeneinander ausspielt. Auch wurde im Zuge dieser Debatte der Umgang von Kampnagel mit Kritikern und Journalisten kritisiert und die fehlende Bereitschaft zu Diskussion kritisiert.

## Lehmbauausstellung

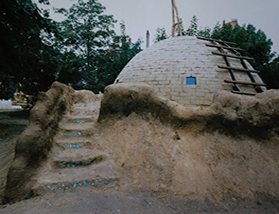
Kuppel Keramisches Haus (1986)

Unter dem Titel Freiraum – Bauen mit Lehm fand auf dem offenen Gelände des Kampnagel-Quartiers 1986 die erste ökologische Bauausstellung in Deutschland statt. Die Ausstellung wurde gefördert durch die Hansestadt Hamburg, die Architektenkammer Hamburg und die IKEA-Stiftung.